# Gastrimargus marmoratus
Gastrimargus marmoratus är en insektsart som först beskrevs av Carl Peter Thunberg 1815.  Gastrimargus marmoratus ingår i släktet Gastrimargus och familjen gräshoppor. Inga underarter finns listade i Catalogue of Life.

## Bildgalleri

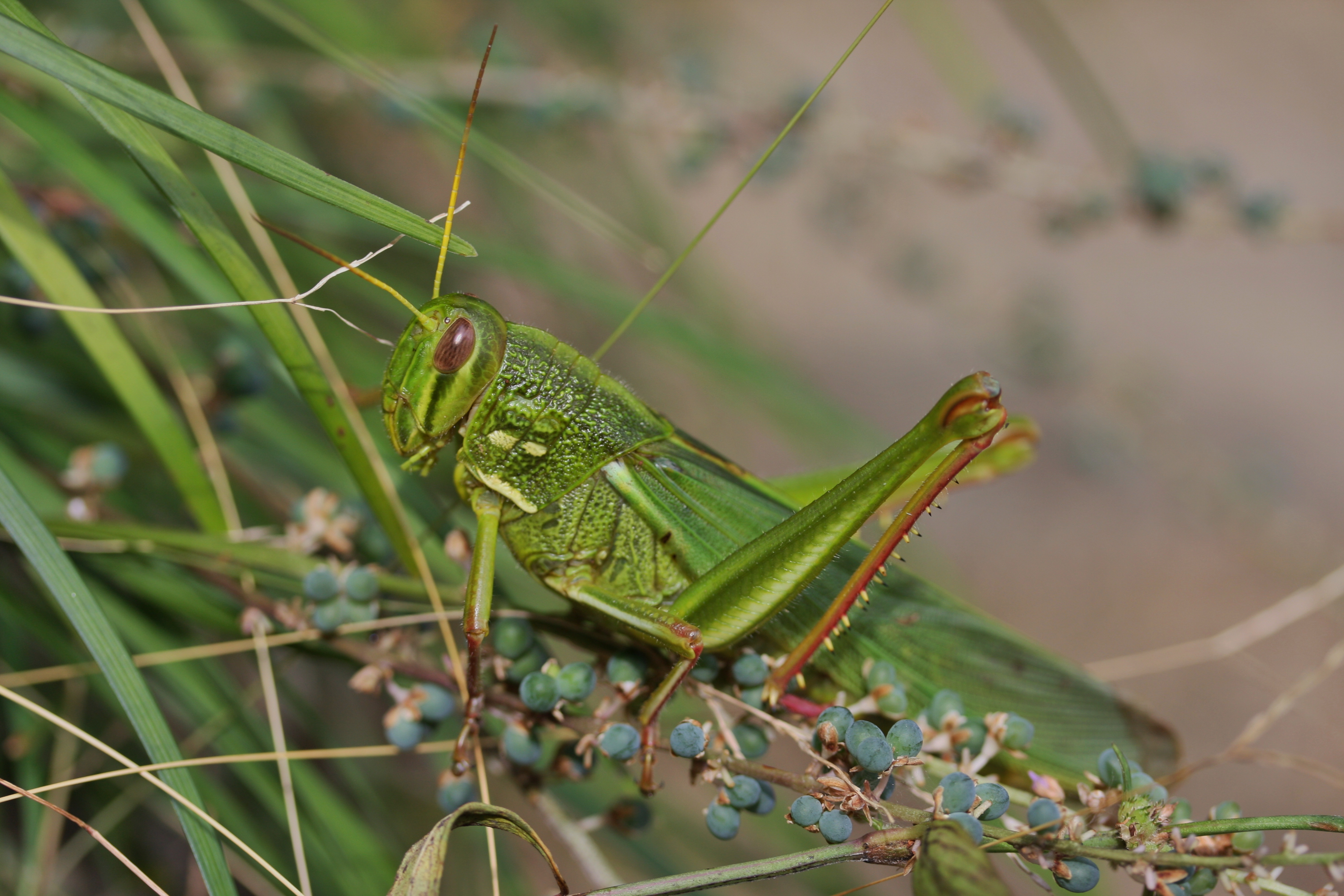
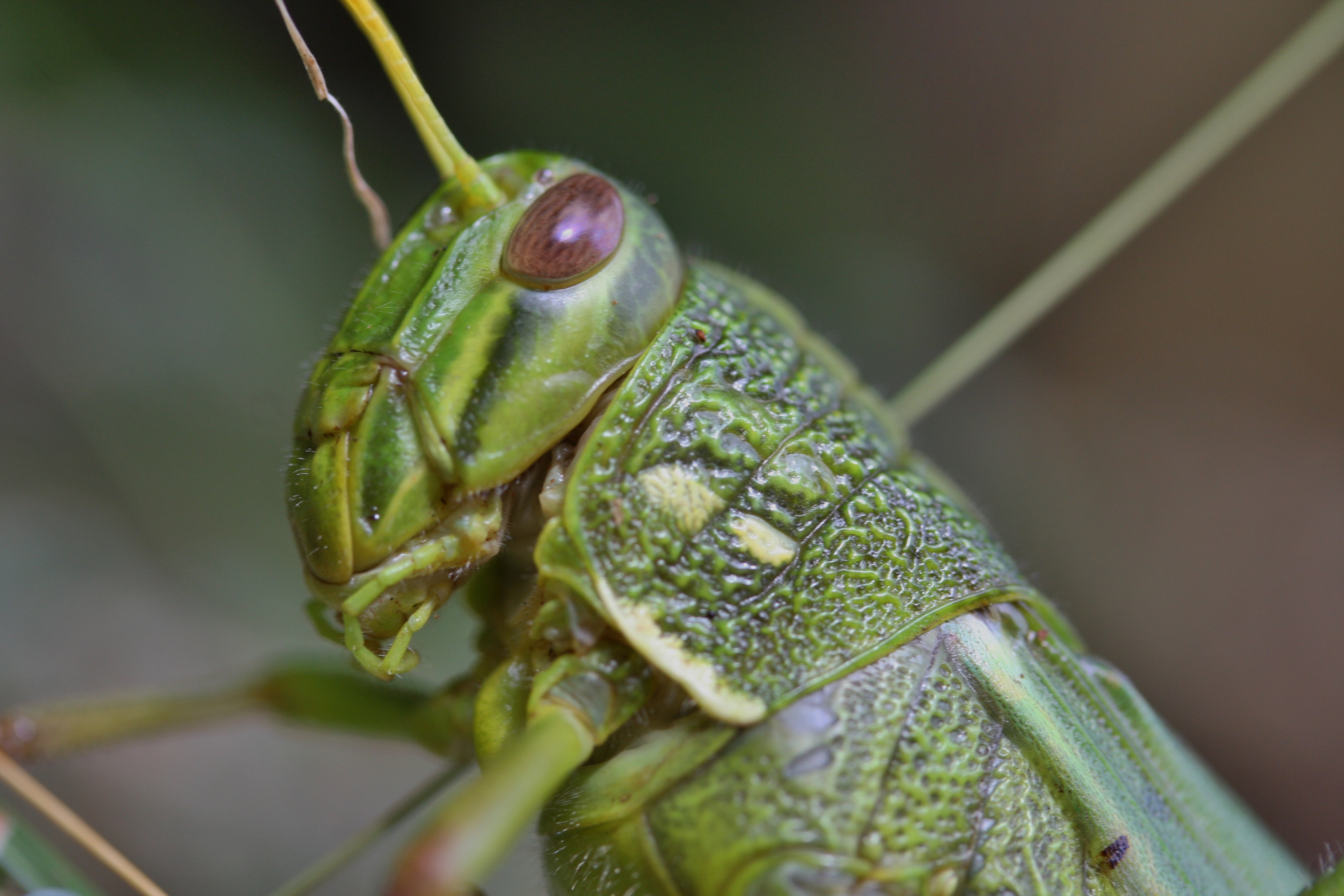
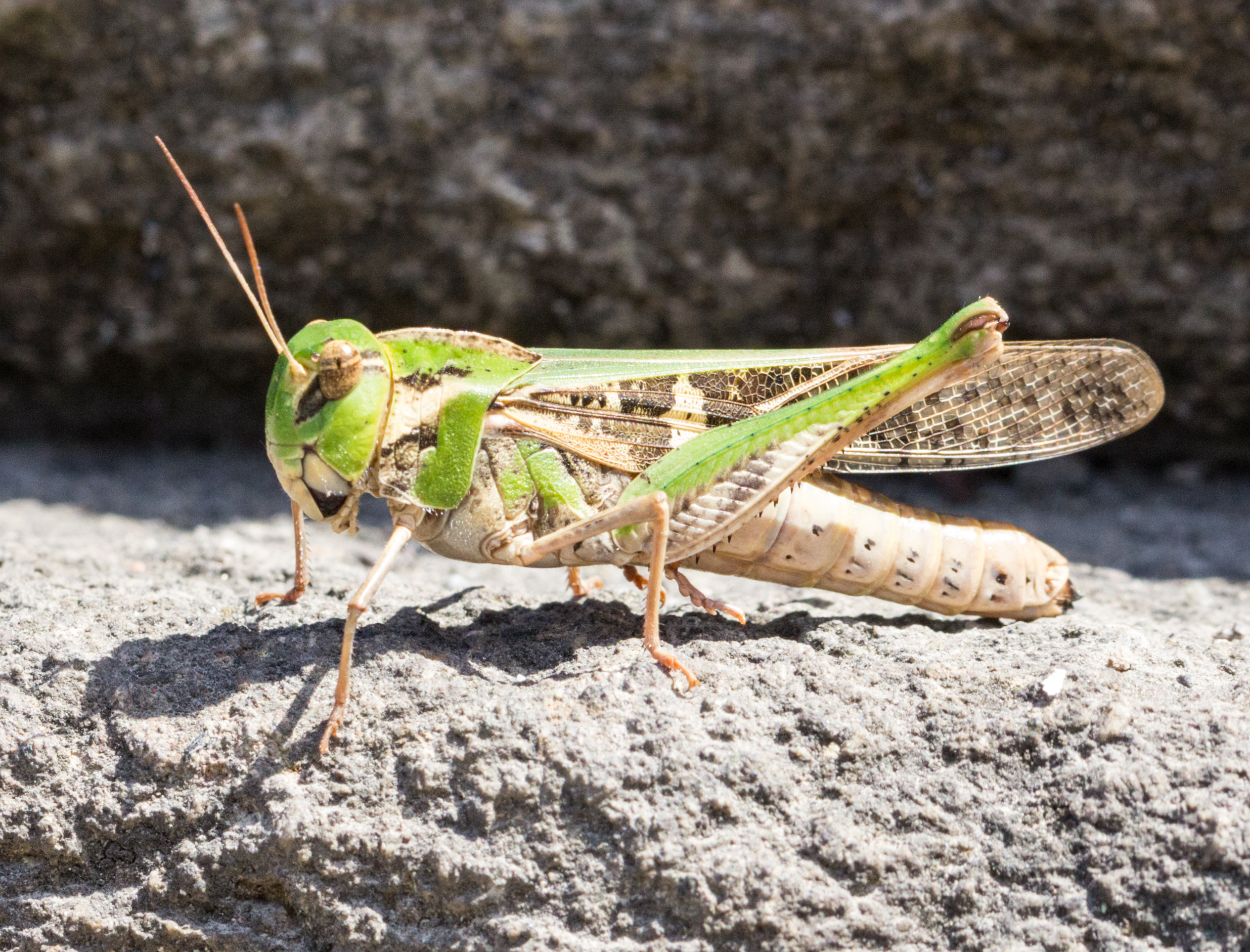
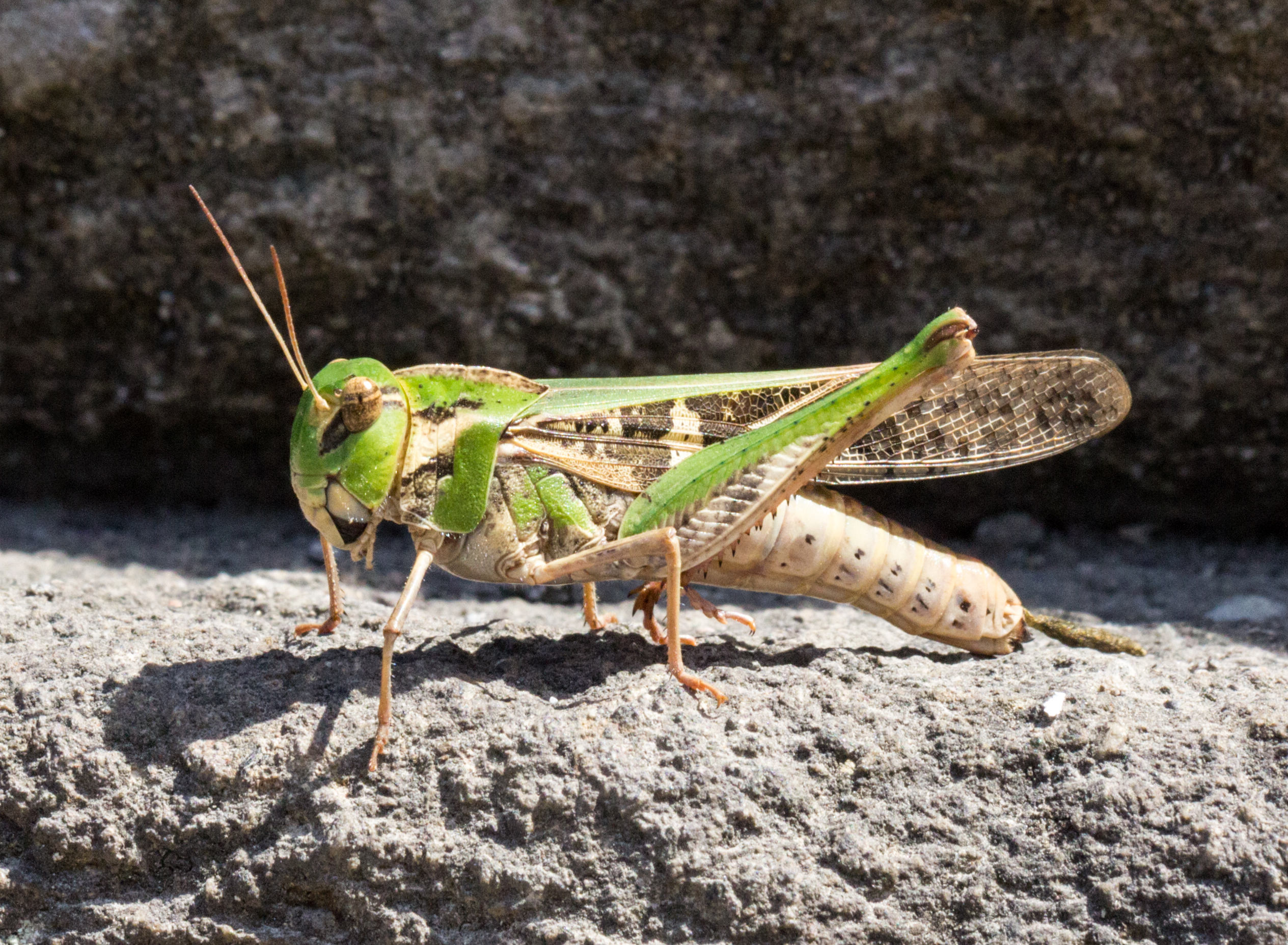
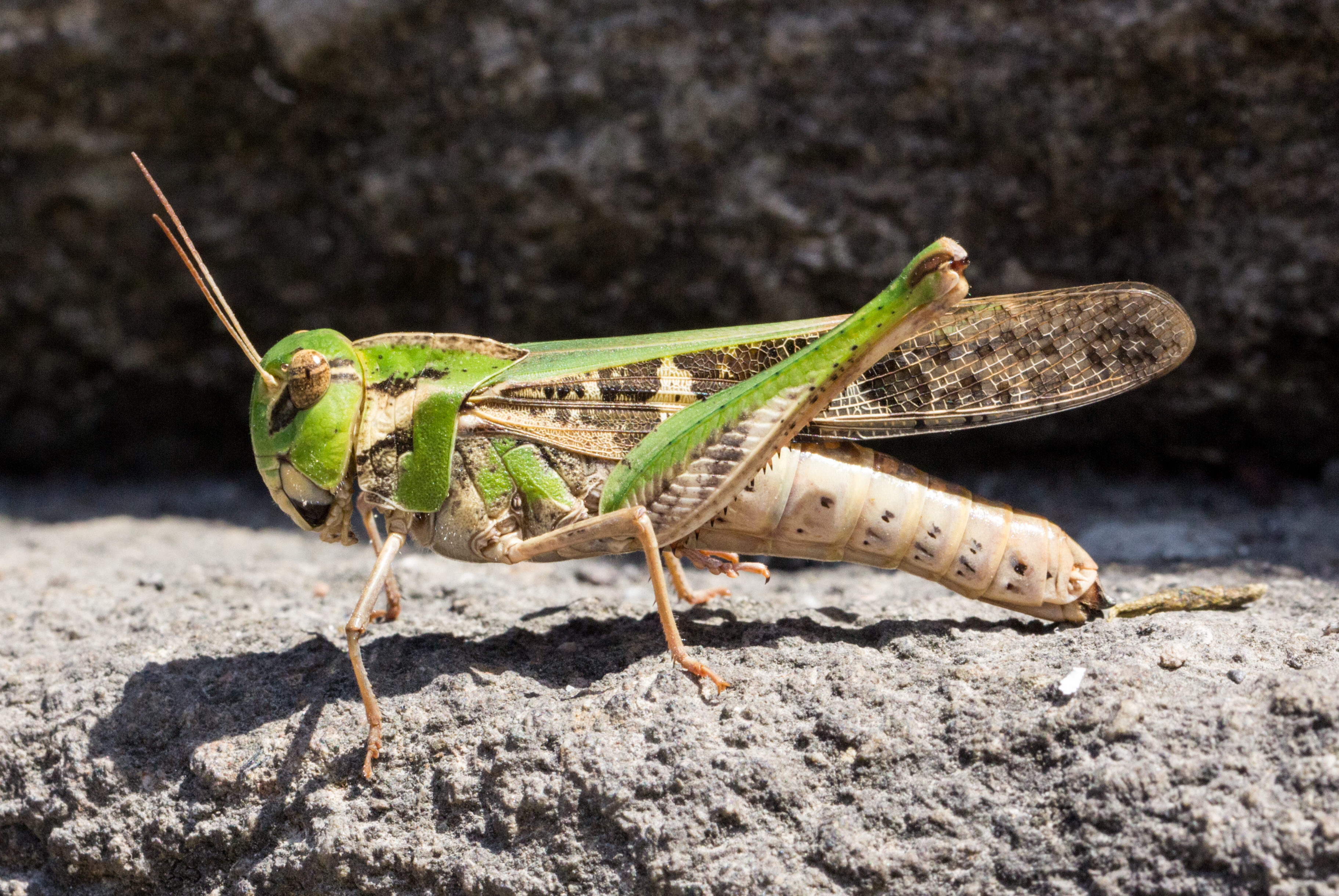
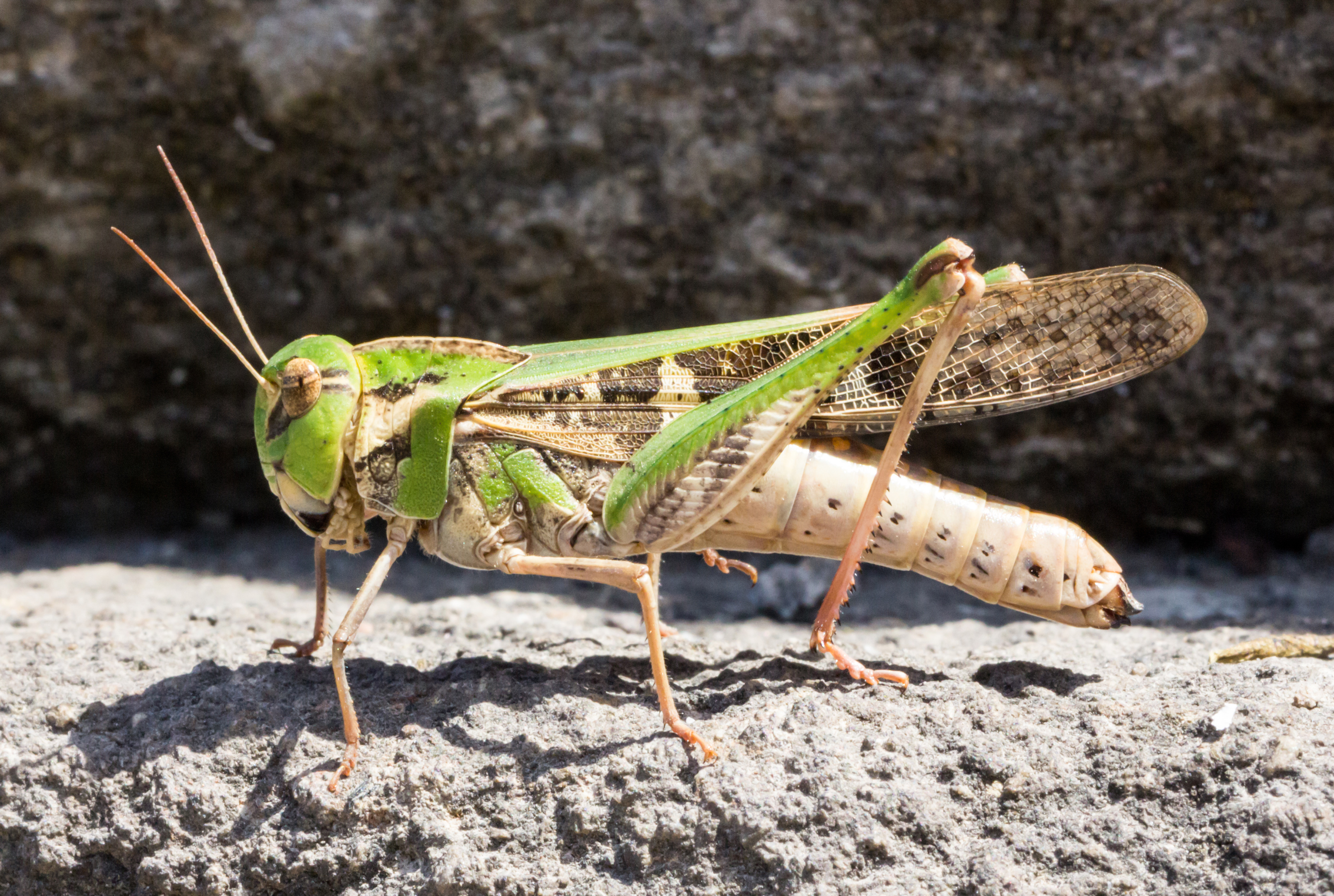